# Santos Pérez Mascayano
Santos Pérez Mascayano fue un abogado y político liberal chileno. Nació en Santiago el 11 de febrero de 1820. Falleció el 1 de septiembre de 1892 en la misma ciudad. 
Educado en la Universidad de Chile, donde se graduó en Derecho en 1849. Desde joven militó en el Partido Nacional.
Diputado suplente al Congreso de 1852, por San Felipe, pero nunca se incorporó formalmente a la Cámara de Diputados. Electo en propiedad por Santiago en 1858, reelecto en 1861. Formó en estos dos períodos las comisiones permanentes de Negocios Eclesiásticos.
Diputado por Melipilla en dos períodos (1864-1870), siendo integrante de la comisión permanente de Hacienda e Industria.
Electo Senador suplente por Talca en 1864, ocupó el cargo a la muerte de Manuel Bulnes Prieto (1866), incorporándose en enero de 1867 por el período que restaba por terminar, hasta 1870.